# RIM-162 ESSM
El RIM-162 Evolved SeaSparrow Missile (ESSM) es un desarrollo del misil RIM-7 Sea Sparrow utilizado para proteger a los barcos de ataques de aviones y misiles. El ESSM está diseñado para misiles antibuque que cuentan con maniobrabilidad y velocidad supersónica. En comparación con el Sea Sparrow (RIM-7), El ESSM cuenta con un motor cohete más grande, más potente para aumentar la agilidad, así como actualiza la aerodinámica utilizando alas longitudinales de ataque y aletines replegables que mejora los giros. Además, el ESSM aprovecha la última tecnología de guiado de misiles, con diferentes versiones para el Aegis/SPY-1 y Sewaco/APAR, y el tradicional iluminador de objetivos todo tiempo. El ESSM también tiene la capacidad de ser cargado de cuatro en cuatro en el sistema VLS Mk 41, que permite hasta cuatro ESSMs en una sola celda.
Muchos países están usando o piensan utilizar el ESSM. Los primeros países en lograr el estado operacional para los ESSM fueron los Estados Unidos y Australia. Canadá, Alemania, Turquía, Grecia, Japón, Dinamarca, Holanda, Noruega, Nueva Zelanda, España, los Emiratos Árabes Unidos y recientemente Chile y México han integrado o están en proceso de integrar el ESSM.

## Lanzadores

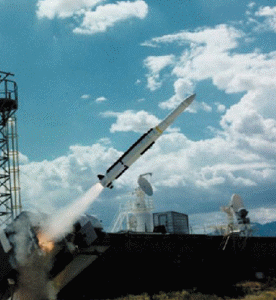
Lanzamiento de un misil RIM-162 Evolved SeaSparrow

Además del sistema Mk 41 VLS, otro lanzador muy usado es el Mk 48 VLS. El módulo de 2 células hace que el sistema sea muy versátil y le permite ser instalado a bordo en espacios que de lo contrario no podrían utilizarse. El peso de un módulo de 2 células de Mk-48 es de 1.450 libras (con las células vacías), 725 libras para el sistema de escape y 800 libras para los interfaces de instalación del buque. Cada célula del VLS Mk-48 almacena un solo RIM-162 ESSM aunque, con modificaciones, también puede lanzar otros misiles.

## Historia operacional
La evaluación operacional se realizó en julio de 2002 a bordo del USS Shoup (DDG-86). Aunque la capacidad operativa inicial no se realizó hasta más tarde.
En octubre de 2003, en las instalaciones de misiles del pacífico de la Marina estadounidense cerca de Hawái, la fragata, HMAS Warramunga (RAN) realizó con éxito el lanzamiento de un ESSM. El lanzamiento también sirvió para realizar el primer uso operacional de la tecnología CWI de la CEA para guiado.

En noviembre de 2003, aproximadamente a 200 millas náuticas (370 km) de las Azores, la fragata de la Armada Real de Holanda (RNLN) HNLMS De Zeven Provinciën realizó una prueba en directo del lanzamiento de un ESSM. Este lanzamiento fue el primero  realizado con todas las capacidades del radar AESA de la nave (es decir, el radar APAR) guiar un misil mediante la técnica de iluminación de onda continua interrumpida (ICWI) en un entorno operacional. Como por los descritos en Jane’s Internacional:
Durante las pruebas de seguimiento y lanzamientos de misiles, los drones subsónicos de medio alcance, construidos por la empresa griega EADS/3Sigma Iris PVK proporcionaron perfiles de objetivo. [...] Según la RNLN... "El radar APAR inmediatamente detectó y guio al misil hasta la destrucción del objetivo". [...] Estas pruebas representan la primera verificación al mundo de la técnica ICWI.
En agosto de 2004, una fragata de la armada alemana de la clase Sachsen completó una serie de lanzamientos de misiles en el campo de tiro de misiles de Point Mugu frente a la costa de California que incluyeron un total de 11 lanzamientos de misiles ESSM. Los lanzamientos de pruebas tenían como objetivos drones modelos Northrop Grumman BQM-74E Chukkar III y Teledyne Ryan BQM-34 Firebee, así como misiles como el Beech A.Q.M.-37 C y los misiles antibuques lanzados desde el aire Kormoran 1.
Se realizaron más lanzamientos por parte de la RNLN De Zeven Provinciën en marzo de 2005, una vez más en el Océano Atlántico, aproximadamente a 180 millas náuticas (330 km) al oeste de las Azores. Las pruebas incluyeron tres rondas de lanzamientos (en dos de las cuales participó el ESSM) que incluyeron el lanzamiento de un SM-2 bloque IIIA contra un drone Iris a larga distancia, el lanzamiento de un ESSM contra otro drone Iris y un tercero de dos salvas (una salva compuesta por dos SM-2 bloque IIIA y el otro por dos ESSM) contra dos drones teledirigidos Iris acercándose.
Todos los ESSM lanzados desde las fragatas de la clase De Zeven Provinciën y las fragatas de la clase Sachsen fueron instalados en forma de pack cuádruple en un lanzador vertical VLS Mk 41.
El primer "derribo" por un RIM-162D por parte de un portaaviones con el lanzador Mk 29 se logró durante un ejercicio de entrenamiento por el USS John C. Stennis (CVN-74) de la Marina de los Estados Unidos el 7 de octubre de 2008.